# Phytocoris
Phytocoris is een geslacht van wantsen uit de familie blindwantsen. Het geslacht werd beschreven door Carl Fredrik Fallén in 1814.

## Soorten
Het geslacht bevat de volgende soorten:

- Phytocoris acaciae Knight, 1925
- Phytocoris aconcaguensis Carvalho & Costa, 1991
- Phytocoris acuminatus Carapezza, 1984
- Phytocoris adenostomae Stonedahl, 1985
- Phytocoris adustus Stonedahl, 1988
- Phytocoris aesculinus Stonedahl, 1988
- Phytocoris alamogordo Stonedahl, 1988
- Phytocoris alashanensis Nonnaizab & Jorigtoo, 1992
- Phytocoris albellus Knight, 1934
- Phytocoris albicuneatus Stonedahl, 1988
- Phytocoris albidopictus Knight, 1961
- Phytocoris albidosquamus Knight, 1968
- Phytocoris albifacies Knight, 1926
- Phytocoris albifrons Knight, 1968
- Phytocoris albitylus Knight, 1926
- Phytocoris albiventris Carpintero & Chérot, 2008
- Phytocoris alboscutellatus Knight, 1968
- Phytocoris alpestris Stonedahl, 1988
- Phytocoris amateras Yasunaga & Schwartz, 2015
- Phytocoris americanus Carvalho, 1959
- Phytocoris angustatus Knight, 1961
- Phytocoris angusticollis Knight, 1925
- Phytocoris angustifrons Knight, 1926
- Phytocoris angustulus Germar & Berendt, 1856
- Phytocoris aniatuyensis Carpintero & Chérot, 2014
- Phytocoris annulicornis Reuter, 1876
- Phytocoris antennalis Reuter, 1909
- Phytocoris antennatus Blanchard, 1852
- Phytocoris antennipilis Carvalho & Ferreira, 1969
- Phytocoris apache Knight, 1928
- Phytocoris araucanus Carvalho & Ferreira, 1969
- Phytocoris argus Stonedahl, 1988
- Phytocoris aridus Stonedahl, 1988
- Phytocoris arizonensis Stonedahl, 1988
- Phytocoris armasi Hdez. & Stonedahl, 1997
- Phytocoris arundinicola Knight, 1941
- Phytocoris aspersus Carvalho & Gomes, 1970
- Phytocoris atriscutum Stonedahl, 1988
- Phytocoris auranti Stonedahl, 1988
- Phytocoris aurora Van Duzee, 1920
- Phytocoris avius Stonedahl, 1995
- Phytocoris baboquivari Stonedahl, 1988
- Phytocoris bakeri Reuter, 1909
- Phytocoris balli Knight, 1926
- Phytocoris balticus Germar & Berendt, 1856
- Phytocoris banderae Hdez. & Stonedahl, 1997
- Phytocoris barrigai Carpintero & Cherot, 2014
- Phytocoris beameri Stonedahl, 1988
- Phytocoris becki Knight, 1968
- Phytocoris belfragei Stonedahl, 1995
- Phytocoris berbericola Stonedahl, 1988
- Phytocoris bergi (Atkinson, 1879)
- Phytocoris bergianus Carpintero & Chérot, 2005
- Phytocoris bispilosus Carvalho & Ferreira, 1969
- Phytocoris bituberis Stonedahl, 1988
- Phytocoris biumbonatus Stonedahl, 1995
- Phytocoris bonaerensis Berg, 1883
- Phytocoris borealis Knight, 1926
- Phytocoris borregoi Stonedahl, 1988
- Phytocoris breviatus Knight, 1968
- Phytocoris brevicornis Knight, 1968
- Phytocoris brevifurcatus Knight, 1920
- Phytocoris brevisetosus Stonedahl, 1988
- Phytocoris breviusculus Reuter, 1876
- Phytocoris brimleyi Knight, 1974
- Phytocoris brooksi Kelton, 1979
- Phytocoris broweri Knight, 1974
- Phytocoris buenoi Knight, 1920
- Phytocoris californicus Knight, 1968
- Phytocoris calli Knight, 1934
- Phytocoris calvus Van Duzee, 1920
- Phytocoris canadensis Van Duzee, 1920
- Phytocoris candidus Van Duzee, 1918
- Phytocoris canescens Reuter, 1909
- Phytocoris carnosulus Van Duzee, 1920
- Phytocoris caryae Knight, 1923
- Phytocoris catalinae Stonedahl, 1988
- Phytocoris ceanothicus Stonedahl, 1988
- Phytocoris ceanoticus Stonedahl, 1988
- Phytocoris cercocarpi Knight, 1928
- Phytocoris chemehuevi Stonedahl, 1988
- Phytocoris chihuahuanae Stonedahl, 1988
- Phytocoris cienega Stonedahl, 1988
- Phytocoris cinereus Stonedahl, 1988
- Phytocoris citrinoides Carvalho & Gomes, 1970
- Phytocoris cochise Stonedahl, 1988
- Phytocoris comechingon Carpintero & Chérot, 2008
- Phytocoris commissuralis Van Duzee, 1920
- Phytocoris comulus Knight, 1928
- Phytocoris conesensis Carpintero & Cherot, 2014
- Phytocoris confluens Reuter, 1909
- Phytocoris coniferales Stonedahl, 1988
- Phytocoris coniferalis Stonedahl, 1988
- Phytocoris consobrinus Germar & Berendt, 1856
- Phytocoris consors Van Duzee, 1918
- Phytocoris conspersipes Reuter, 1909
- Phytocoris conspicuus Johnston, 1930
- Phytocoris conspurcatus Knight, 1920
- Phytocoris coquimbensis Carvalho & Carpintero, 1989
- Phytocoris coronadoi Stonedahl, 1988
- Phytocoris corticevivens Knight, 1920
- Phytocoris corticola Stonedahl, 1988
- Phytocoris cortitectus Knight, 1920
- Phytocoris cowaniae Stonedahl, 1988
- Phytocoris crawfordi Knight, 1974
- Phytocoris cubensis Hdez. & Stonedahl, 1997
- Phytocoris cunealis Van Duzee, 1914
- Phytocoris cuneotinctus Knight, 1925
- Phytocoris curicoensis Carpintero & Cherot, 2014
- Phytocoris cylapinus Carvalho & Gomes, 1970
- Phytocoris davisi Knight, 1923
- Phytocoris decora Reuter, 1909
- Phytocoris decorus (Reuter, 1909)
- Phytocoris decurvatus Knight, 1968
- Phytocoris dentatus Knight, 1974
- Phytocoris denticulatus Stonedahl, 1995
- Phytocoris depictus Knight, 1923
- Phytocoris deserticola Knight, 1968
- Phytocoris desertinus Stonedahl, 1988
- Phytocoris difficilis Knight, 1927
- Phytocoris difformis Knight, 1934
- Phytocoris dimorphicus Carpintero & Cherot, 2014
- Phytocoris diversus Knight, 1920
- Phytocoris dreisbachi Knight, 1974
- Phytocoris dumicola Stonedahl, 1988
- Phytocoris effictus Stål, 1860
- Phytocoris ejuncidus Stonedahl, 1988
- Phytocoris electilis Stonedahl, 1988
- Phytocoris elegans (Distant, 1883)
- Phytocoris elguetai Carpintero & Cherot, 2014
- Phytocoris elongatulus Nonnaizab & Jorigtoo, 1996
- Phytocoris empirensis Knight, 1968
- Phytocoris erectus Van Duzee, 1920
- Phytocoris euglotta Germar & Berendt, 1856
- Phytocoris eurekae Bliven, 1966
- Phytocoris exemplus Knight, 1926
- Phytocoris eximius Reuter, 1875
- Phytocoris exohataensis B.H. Xu & L.Y. Zheng, 2001
- Phytocoris exustus (Distant, 1883)
- Phytocoris fenestratus Reuter
- Phytocoris ferreirai Kerzhner & Schuh, 1998
- Phytocoris formosus Van Duzee, 1914
- Phytocoris fraterculus Van Duzee, 1918
- Phytocoris fulvipennis Knight, 1928
- Phytocoris fulvus Knight, 1920
- Phytocoris fumatus Reuter, 1909
- Phytocoris fuscipennis Knight, 1934
- Phytocoris fuscosignatus Knight, 1928
- Phytocoris garyi Schwartz & Cherot, 2005
- Phytocoris geniculatus Van Duzee, 1918
- Phytocoris gobicus Yang, Hao & Nonnaizab, 1995
- Phytocoris guadalupe Stonedahl, 1995
- Phytocoris guaikuru Carpintero & Cherot, 2014
- Phytocoris guarani Carpintero & Cherot, 2014
- Phytocoris guianus Costa, Chérot & Carpintero, 2008
- Phytocoris hasegawai Yasunaga & Schwartz, 2015
- Phytocoris heidemanni Reuter, 1909
- Phytocoris hettenshawi Bliven, 1956
- Phytocoris hirsuticus Knight, 1968
- Phytocoris hirtus Van Duzee, 1918
- Phytocoris histriculus Van Duzee, 1920
- Phytocoris hopi Knight, 1928
- Phytocoris hsiaoi B.H. Xu & L.Y. Zheng, 2002
- Phytocoris huachuca Stonedahl, 1988
- Phytocoris hualapai Stonedahl, 1988
- Phytocoris husseyi Knight, 1923
- Phytocoris hypoleucoides Stonedahl, 1988
- Phytocoris iani Hdez. & Stonedahl, 1997
- Phytocoris iguazuensis Carvalho & Carpintero, 1986
- Phytocoris imias Hdez. & Stonedahl, 1997
- Phytocoris imperialensis Stonedahl, 1988
- Phytocoris infuscatus Reuter, 1909
- Phytocoris ingens Van Duzee, 1920
- Phytocoris insulatus Stonedahl, 1988
- Phytocoris intermontanus Stonedahl, 1988
- Phytocoris interspersus Uhler, 1895
- Phytocoris involutus Germar & Berendt, 1856
- Phytocoris irroratus Blanchard, 1852
- Phytocoris izanagii Yasunaga & Schwartz, 2015
- Phytocoris izanamiae Yasunaga & Schwartz, 2015
- Phytocoris izyaslavi Chérot & Carpintero, 2006
- Phytocoris jeanpericarti Chérot & Carpintero, 2009
- Phytocoris jiuzhaiensis Qi & Shi, 2005
- Phytocoris jordii Carpintero & Chérot, 2011
- Phytocoris jortgooi Keruhner & Schuh, 1995
- Phytocoris jucundus Van Duzee
- Phytocoris jugatus Costa, Chérot & Carpintero, 2008
- Phytocoris jujuyensis Carpintero & Cherot, 2014
- Phytocoris juliae Stonedahl, 1988

Subgenus Compsocerocoris Reuter, 1876
- Phytocoris amygdali Linnavuori, 1999
- Phytocoris arakhne Linnavuori, 1999
- Phytocoris arenivagus J. Ribes & E. Ribes, 1994
- Phytocoris arganiae Lindberg, 1940
- Phytocoris bavanus Linnavuori, 2009
- Phytocoris calabricus Tamanini, 1975
- Phytocoris carayoni Wagner, 1967
- Phytocoris catalanicus Wagner, 1954
- Phytocoris cyprius Wagner, 1967
- Phytocoris dashtanus Linnavuori, 1998
- Phytocoris degregorioi J. Ribes & E. Ribes, 2002
- Phytocoris dentistylus Linnavuori, 1999
- Phytocoris erinaceae Wagner, 1977
- Phytocoris facialis Wagner, 1972
- Phytocoris femoratus Kerzhner & Schuh, 1995
- Phytocoris hirtipes Reuter, 1896
- Phytocoris hoberlandti Linnavuori, 1999
- Phytocoris interruptus Wagner, 1967
- Phytocoris juniperi Frey-Gessner, 1865
- Phytocoris lavendulae Wagner, 1971
- Phytocoris longiceps Wagner, 1967
- Phytocoris maroccanus Wagner, 1967
- Phytocoris martini Reuter, 1895
- Phytocoris minabanus Linnavuori, 1999
- Phytocoris mirzanus Linnavuori, 2006
- Phytocoris moestus Reuter, 1903
- Phytocoris monoceros Linnavuori, 1999
- Phytocoris monticola Linnavuori, 1986
- Phytocoris pardoi Wagner, 1968
- Phytocoris perangustus Wagner, 1961
- Phytocoris retamae Reuter, 1900
- Phytocoris ribesi Wagner, 1969
- Phytocoris riegeri J. Ribes & Heiss, 2001
- Phytocoris rosmarini Wagner, 1976
- Phytocoris sahragardi Linnavuori, 2006
- Phytocoris sanctipetri Carapezza, 1985
- Phytocoris sexguttatus Wagner, 1975
- Phytocoris strigilifer Linnavuori, 1965
- Phytocoris strymonensis Josifov, 1990
- Phytocoris stysi Linnavuori, 2008
- Phytocoris thisbe Linnavuori, 1999
- Phytocoris trigonus Carapezza, 1997
- Phytocoris vallhonrati J. Ribes & E. Ribes, 2000
- Phytocoris viberti Horváth, 1911

Subgenus Eckerleinius Wagner, 1968
- Phytocoris anabasidis Linnavuori, 1984
- Phytocoris arbusticola Muminov, 1990
- Phytocoris arwa Linnavuori & Al-Safadi, 1993
- Phytocoris astragali V.G. Putshkov, 1971
- Phytocoris bakrianus Linnavuori, 2000
- Phytocoris bleusei Reuter, 1899
- Phytocoris caucasicus Kerzhner, 1964
- Phytocoris chicotei Bolívar, 1881
- Phytocoris crito Linnavuori, 1972
- Phytocoris dimorphus Lindberg, 1940
- Phytocoris djeridi Carapezza, 1997
- Phytocoris dlabolai Linnavuori, 2000
- Phytocoris eileithyia Linnavuori, 1971
- Phytocoris elburzanus Linnavuori, 2000
- Phytocoris enmerkar Linnavuori, 1984
- Phytocoris ferrarii Carapezza, 1997
- Phytocoris filomele Linnavuori, 2000
- Phytocoris gabes Wagner, 1977
- Phytocoris gandalicus Linnavuori, 1974
- Phytocoris haloxyli V.G. Putshkov, 1976
- Phytocoris heissi Linnavuori, 2002
- Phytocoris incanus Fieber, 1864
- Phytocoris kandovanus Linnavuori & Hosseini, 1998
- Phytocoris kermanus Linnavuori, 2000
- Phytocoris khalkhalicus Linnavuori, 1998
- Phytocoris kirgizorum Muminov, 1998
- Phytocoris kiritschenkoi Poppius, 1912
- Phytocoris kyzylkumi Muminov, 1989
- Phytocoris leucopterus Kerzhner & Schuh, 1995
- Phytocoris libycus Wagner, 1968
- Phytocoris lineaticollis Reuter, 1904
- Phytocoris mariut Linnavuori, 1974
- Phytocoris marvanus Linnavuori, 2000
- Phytocoris mauli Lindberg, 1961
- Phytocoris meinanderi Wagner, 1968
- Phytocoris moira Linnavuori, 1972
- Phytocoris nabateus Linnavuori, 1984
- Phytocoris niveatus Horváth, 1891
- Phytocoris obliquus A. Costa, 1853
- Phytocoris paghmanus Linnavuori, 1974
- Phytocoris parvidens Muminov, 1998
- Phytocoris platydens Kerzhner, 1964
- Phytocoris priesneri Wagner, 1968
- Phytocoris quadridens Muminov, 1995
- Phytocoris rjabovi Kerzhner, 1964
- Phytocoris salsolae (Puton, 1875)
- Phytocoris sauricus Muminov, 1998
- Phytocoris selvagensis J. Ribes, 1978
- Phytocoris semicrux Wagner, 1969
- Phytocoris shorensis Linnavuori, 2000
- Phytocoris somersojae Kerzhner & Schuh, 1995
- Phytocoris suadela Linnavuori, 1972
- Phytocoris sunti Y .G. Putshkov, 1976
- Phytocoris sweihanus Linnavuori & Van Harten, 2006
- Phytocoris swirskii Linnavuori, 1960
- Phytocoris tauricus Kerzhner, 1964
- Phytocoris thymelaeanus Tamanini, 1980
- Phytocoris tragacanthae V.G. Putshkov, 1978
- Phytocoris transcaspicus Stichel, 1958
- Phytocoris triodontus Kerzhner, 1962
- Phytocoris undulatus Reuter, 1877

Subgenus Eriamiris Wagner, 1968
- Phytocoris aietes Linnavuori, 1971
- Phytocoris albohirsutus Reuter, 1900
- Phytocoris albolineatus Linnavuori, 1984
- Phytocoris alpicola Linnavuori, 1992
- Phytocoris attar Linnavuori, 2000
- Phytocoris brevidens Linnavuori, 2000
- Phytocoris brevirostris Wagner, 1957
- Phytocoris dehbidensis Linnavuori, 2000
- Phytocoris desertorum Reuter, 1900
- Phytocoris digla Linnavuori, 1974
- Phytocoris dike Linnavuori, 2000
- Phytocoris djerablisus Linnavuori, 1974
- Phytocoris echinopis Linnavuori, 1984
- Phytocoris flavus Linnavuori, 2000
- Phytocoris friganae V.G. Putshkov, 1978
- Phytocoris gilgamesh Linnavuori, 1984
- Phytocoris harmonia Linnavuori, 2000
- Phytocoris hispidus Linnavuori, 1986
- Phytocoris hosrovi (V.G. Putshkov, 1980)
- Phytocoris humeralis Wagner, 1976
- Phytocoris iactans Linnavuori, 1986
- Phytocoris kamus Wagner, 1975
- Phytocoris kerzhneri Linnavuori, 1971
- Phytocoris ktenocoroides Carapezza, 2002
- Phytocoris laios Linnavuori, 1974
- Phytocoris longiscutum Wagner, 1968
- Phytocoris lugalbanda Linnavuori, 1984
- Phytocoris migrensis V.G. Putshkov, 1978
- Phytocoris nafudicus Linnavuori, 1986
- Phytocoris pilipes Reuter, 1895
- Phytocoris rostratus Linnavuori, 2000
- Phytocoris scapatus Wagner, 1968
- Phytocoris thymi Linnavuori, 1984
- Phytocoris tibullus Linnavuori, 2000
- Phytocoris tripolitanus Wagner, 1968
- Phytocoris zarudnyi Reuter, 1904

Subgenus Exophytocoris Wagner, 1961
- Phytocoris brunneicollis Wagner, 1961
- Phytocoris buxi Ribaut, 1928
- Phytocoris carapezzai Çerci, Kocak & Tezcan, 2019
- Phytocoris cedri Lindberg, 1948
- Phytocoris dichrooscytoides Josifov, 1974
- Phytocoris dorikha Linnavuori, 1974
- Phytocoris fieberi Bolívar, 1881
- Phytocoris kansisrob Linnavuori, 1975
- Phytocoris koronis Linnavuori, 1992
- Phytocoris loralis Wagner, 1976
- Phytocoris minor Kirschbaum, 1856
- Phytocoris oleae Linnavuori, 1962
- Phytocoris parrotiae V.G. Putshkov, 1978
- Phytocoris parvuloides Wagner, 1961
- Phytocoris parvulus Reuter, 1880
- Phytocoris pinihalepensis Lindberg, 1948
- Phytocoris pseudobscuratus Rieger & Pagola-Carte, 2009
- Phytocoris pseudoscytulus Josifov, 1974
- Phytocoris raunolinnavuorii Carapezza, 2016
- Phytocoris scituloides Lindberg, 1948
- Phytocoris scitulus Reuter, 1908
- Phytocoris tauricola Linnavuori, 1965
- Phytocoris tithonos Linnavuori & Al-Safadi, 1993
- Phytocoris zenobia Linnavuori, 1994

Subgenus Ktenocoris Wagner, 1954
- Phytocoris adiacritus Rieger, 1989
- Phytocoris austriacus Wagner, 1954
- Phytocoris biconicus Carapezza, 1997
- Phytocoris conifer Wagner, 1959
- Phytocoris cossyrensis Carapezza, 1995
- Phytocoris crux Wagner, 1959
- Phytocoris exoletus A. Costa, 1852
- Phytocoris falcatus Linnavuori, 1984
- Phytocoris flammula Reuter, 1875
- Phytocoris insignis Reuter, 1876
- Phytocoris italicus Wagner, 1954
- Phytocoris jordani Wagner, 1954
- Phytocoris lindbergi Wagner, 1954
- Phytocoris muminovi Josifov, 1974
- Phytocoris nevadensis Lindberg, 1934
- Phytocoris nowickyi Fieber, 1870
- Phytocoris obliquoides Wagner, 1959
- Phytocoris phrygicus Wagner, 1955
- Phytocoris poecilus Wagner, 1962
- Phytocoris pseudinsignis Wagner, 1955
- Phytocoris pseudocellatus J. Ribes & Pagola-Carte, 2009
- Phytocoris pyrounakifer Rieger, 1986
- Phytocoris raunoi Kerzhner & Schuh, 1995
- Phytocoris santolinae Wagner, 1961
- Phytocoris sardus Wagner, 1976
- Phytocoris schaeuffelei Wagner, 1957
- Phytocoris seidenstueckeri Wagner, 1955
- Phytocoris tener Kiritshenko, 1952
- Phytocoris tridens Wagner, 1954
- Phytocoris ulmi (Linnaeus, 1758)
- Phytocoris varipes Boheman, 1852
- Phytocoris vittiger Reuter, 1896
- Phytocoris wagneri Kerzhner & Schuh, 1998
- Phytocoris weidneri Wagner, 1975
- Phytocoris zebra Wagner, 1975

Subgenus Leptophytocoris Wagner, 1961
- Phytocoris azrouensis Wagner, 1959
- Phytocoris bivittatus Reuter, 1904
- Phytocoris chardoni Puton, 1887
- Phytocoris citrinus Bolívar, 1881
- Phytocoris extensus Reuter, 1904
- Phytocoris issykensis Poppius, 1912
- Phytocoris limonii Günther, 1992
- Phytocoris miridioides Lethierry, 1877
- Phytocoris reraiensis (Lindberg, 1940)
- Phytocoris ustulatus Herrich-Schäffer, 1835
- Phytocoris virescens Wagner, 1961

Subgenus Phytocoris Fallén, 1814
- Phytocoris berberidis Wagner, 1967
- Phytocoris brachymerus Reuter, 1877
- Phytocoris calliger Wagner, 1957
- Phytocoris cephalonicae Rieger, 1989
- Phytocoris confusus Reuter, 1896
- Phytocoris creticus Wagner, 1959
- Phytocoris dimidiatus Kirschbaum, 1856
- Phytocoris goryeonus Oh, Yasunaga & Lee, 2017
- Phytocoris hesperidum Linnavuori, 1970
- Phytocoris hirsutulus Flor, 1861
- Phytocoris hissariensis Linnavuori, 1963
- Phytocoris intricatus Flor, 1861
- Phytocoris laciniatus Tamanini, 1975
- Phytocoris longipennis Flor, 1860
- Phytocoris malickyi Rieger, 1995
- Phytocoris minakatai Yasunaga & Schwartz, 2015
- Phytocoris nitidicollis Reuter, 1908
- Phytocoris nonnaizabi Keruhner & Schuh, 1995
- Phytocoris obscuratus Carvalho, 1959
- Phytocoris ohataensis Linnavuori, 1963
- Phytocoris pallidicollis Kerzhner, 1977
- Phytocoris pici Reuter, 1895
- Phytocoris pilifer Reuter, 1880
- Phytocoris pini Kirschbaum, 1856
- Phytocoris populi (Linnaeus, 1758)
- Phytocoris potanini Reuter, 1906
- Phytocoris pugio Seidenstücker, 1969
- Phytocoris reuteri Saunders, 1875
- Phytocoris scotinus Kerzhner, 1977
- Phytocoris setiger Reuter, 1896
- Phytocoris shabliovskii Kerzhner, 1988
- Phytocoris sinuatus Reuter, 1894
- Phytocoris thrax Josifov, 1969
- Phytocoris tiliae (Fabricius, 1777)
- Phytocoris trichopterus Rieger, 1989
- Phytocoris zhengi Nonnaizab & Jorigtoo, 1992
- Phytocoris zimganus (Wagner, 1975)

Subgenus Soosocapsus Wagner, 1968
- Phytocoris arenarius Muminov, 1989
- Phytocoris atomophorus Reuter, 1899
- Phytocoris biannulicornis Muminov, 1989
- Phytocoris biseriatus Wagner, 1968
- Phytocoris caraganae Nonnaizab & Jorigtoo, 1992
- Phytocoris damocles Linnavuori, 1972
- Phytocoris hartigi Wagner, 1974
- Phytocoris jorigtooi Kerzhner & Schuh, 1995
- Phytocoris kalidii Trapeznikova, 2009
- Phytocoris kazachstanicus Muminov, 1989
- Phytocoris kozlovi Trapeznikova, 2009
- Phytocoris lesnei Reuter, 1902
- Phytocoris macer Xu & Zheng, 1997
- Phytocoris nitrariae B.H. Xu & L.Y. Zheng, 1997
- Phytocoris nodistylus Wagner, 1968
- Phytocoris reaumuriae Trapeznikova, 2009
- Phytocoris subpallidus Wagner, 1975
- Phytocoris turkestanicus (Poppius, 1912)

Subgenus Stictophytocoris Stichel, 1957
- Phytocoris abeillei Puton, 1884
- Phytocoris algiricus Reuter, 1896
- Phytocoris delicatulus Bolívar, 1881
- Phytocoris eduardi Kerzhner & Schuh, 1998
- Phytocoris eunomia Linnavuori, 1992
- Phytocoris guttulatus Reuter, 1894
- Phytocoris hakoni Wagner, 1959
- Phytocoris linnavuorii Kerzhner & Schuh, 1998
- Phytocoris meridionalis Herrich-Schäffer, 1835
- Phytocoris saundersi Reuter, 1896
- Phytocoris signaticollis Linnavuori, 1960